# Günther Rüther
Günther Rüther (* 16. Oktober 1948 in Cuxhaven) ist ein deutscher Politikwissenschaftler. Er war bis 2013 Leiter der Begabtenförderung und Kultur der CDU-nahen Konrad-Adenauer-Stiftung und lehrte als Honorarprofessor am Institut für Politische Wissenschaft und Soziologie der Rheinischen Friedrich-Wilhelms-Universität Bonn.

## Biographie
Rüther leistete nach dem Abitur 1968 als Reserveoffizieranwärter seinen Wehrdienst bei der Bundeswehr ab; sein letzter Dienstgrad war Fähnrich der Reserve. Anschließend studierte er Germanistik, Politische Wissenschaft, Philosophie und Erziehungswissenschaft an der Georg-August-Universität Göttingen. 1973/74 schloss er das Studium als Magister artium an der Philosophischen Fakultät der Universität Freiburg und mit dem Ersten Staatsexamen für das Lehramt an Gymnasien in Baden-Württemberg ab. 1979 wurde er bei Hans-Helmuth Knütter an der Philosophischen Fakultät der Universität Bonn mit der Dissertation Staat und Erwachsenenbildung zum Dr. phil. promoviert.
Seine berufliche Laufbahn begann Rüther 1974 als Wissenschaftlicher Mitarbeiter in der Konrad-Adenauer-Stiftung. Ab 1982 war er dort für die politische Bildungsarbeit zuständig, 1989/90 koordinierte er die Aktivitäten der Konrad-Adenauer-Stiftung in der DDR, von 1993 bis 1999 war er Bereichsleiter für Politische Bildung und Kultur. Von 2000 bis zu seiner Verrentung im Jahr 2013 war Rüther Leiter der Hauptabteilung Begabtenförderung und Kultur der Konrad-Adenauer-Stiftung.
Neben seiner beruflichen Tätigkeit übte Rüther zahlreiche Ehrenämter aus, er war Vorstandsmitglied des gemeinnützigen Vereins Gegen Vergessen – Für Demokratie und Mitglied der Deutschen UNESCO-Kommission.

## Lehrtätigkeit und Publizistik
Seine Forschungsschwerpunkte sind Geist und Macht im 20. Jahrhundert sowie Politische Elite im parlamentarischen Regierungssystem der Bundesrepublik Deutschland. Er ist mit zahlreichen Aufsätzen und Rezensionen in Fachzeitschriften und Zeitungen vertreten. Als wissenschaftlicher Berater arbeitete er 1993 an der sechsteiligen Fernsehreihe Das war die DDR. Eine Geschichte des anderen Deutschland der ARD mit. Unter seiner Verantwortung sind zahlreiche didaktische Materialien und Ausstellungen mit Begleitbänden entstanden, u. a. Alltag in der DDR, Leben in Entwicklungsländern und Rettungsaktion Planet Erde.

## Schriften (Auswahl)
Buchveröffentlichungen und Schriften
- Staat und Erwachsenenbildung. Eine Untersuchung zur Stellung der Träger im sozialen Rechtsstaat. 1979.
- Zwischen Anpassung und Kritik. Literatur im real existierenden Sozialismus der DDR. Bornheim 1989.
- Greif zur Feder, Kumpel. Schriftsteller, Literatur und Politik in der DDR. Düsseldorf 1991.
- Politische Kultur und innere Einheit. Bornheim 1995.
- Literatur und Politik – Ein deutsches Verhängnis? Wallstein Verlag, Göttingen 2013, ISBN 978-3-8353-1233-3.
- Die Unmächtigen. Schriftsteller und Intellektuelle seit 1945. Wallstein Verlag, Göttingen 2016, ISBN 978-3-8353-1838-0.
- Wir Negativen. Kurt Tucholsky und die Weimarer Republik. Marix Verlag, Wiesbaden 2018, ISBN 978-3-7374-1101-1.
- Theodor Fontane. Aufklärer-Kritiker-Schriftsteller. Wiesbaden 2019, ISBN 978-3-7374-0274-3.
- Mann, Heinrich. Ein politischer Träumer. Biografie. Wiesbaden 2020, ISBN 978-3-7374-1156-1.
- Günter Grass. Ein politischer Märchenerzähler und Provokateur. Biografie. Wiesbaden 2022, ISBN 978-3-7374-1206-3.
- „Laßt uns das Leben leise wieder lernen“. Befreiung-Deutschland 1945/46. Bonn 2025, ISBN 978-3-7425-0945-1.

Herausgeberschaft von Sammelbänden und Mitautor
- Geschichte der christlich-demokratischen und christlich-sozialen Bewegungen in Deutschland. Bonn 1984.
- Kulturbetrieb und Literatur in der DDR. Köln 1987.
- Politik und Gesellschaft in Deutschland. Grundlagen, Zusammenhänge, Herausforderungen. Köln 1994.
- Repräsentative oder plebiszitäre Demokratie – eine Alternative? Grundlagen, Vergleiche, Perspektiven. Baden-Baden 1996.
- Literatur in der Diktatur. Schreiben im Nationalsozialismus und DDR-Sozialismus. Paderborn/München 1997.
- Konjunktur der Köpfe? Eliten in der modernen Wissensgesellschaft. Düsseldorf 2004 (Mitherausgeber).
- Eliten in Deutschland. Bedeutung, Macht, Verantwortung. Bonn 2006 (Mitherausgeber), Schriftenreihe der Bundeszentrale für politische Bildung.
- Kunst und Kultur verpflichtet. Beiträge zur aktuellen Diskussion, Konrad-Adenauer-Stiftung. Bornheim 2006 (Mitherausgeber).
- Warum die Geisteswissenschaften Zukunft haben! Ein Beitrag zum Wissenschaftsjahr 2007. Freiburg 2007 (zusammen mit Jörg-Dieter Gauger).
- Theodor Fontane. Alles ist Zufall. Schriften eines Realisten. Wiesbaden 2019. ISBN 978-3-7374-1107-3.
- Heinrich Mann. Anfang und Ziel ist der Mensch. Texte eines Idealisten. Wiesbaden 2021. ISBN 978-3-7374-1162-2.

Herausgeberschaft von Reihen und einer politischen Vierteljahrszeitschrift
- Schriftreihe Grundlagen zur politischen Bildung, 6 Bände, St. Augustin 1978–1980.
- Schriftreihe zur Verleihung des Literaturpreises der Konrad-Adenauer-Stiftung seit 1993 (bisher 13 Ausgaben).
- Zeitschrift zur politischen Bildung. Eichholz-Brief, 1992–1999 (Themenhefte).